# 洗衣

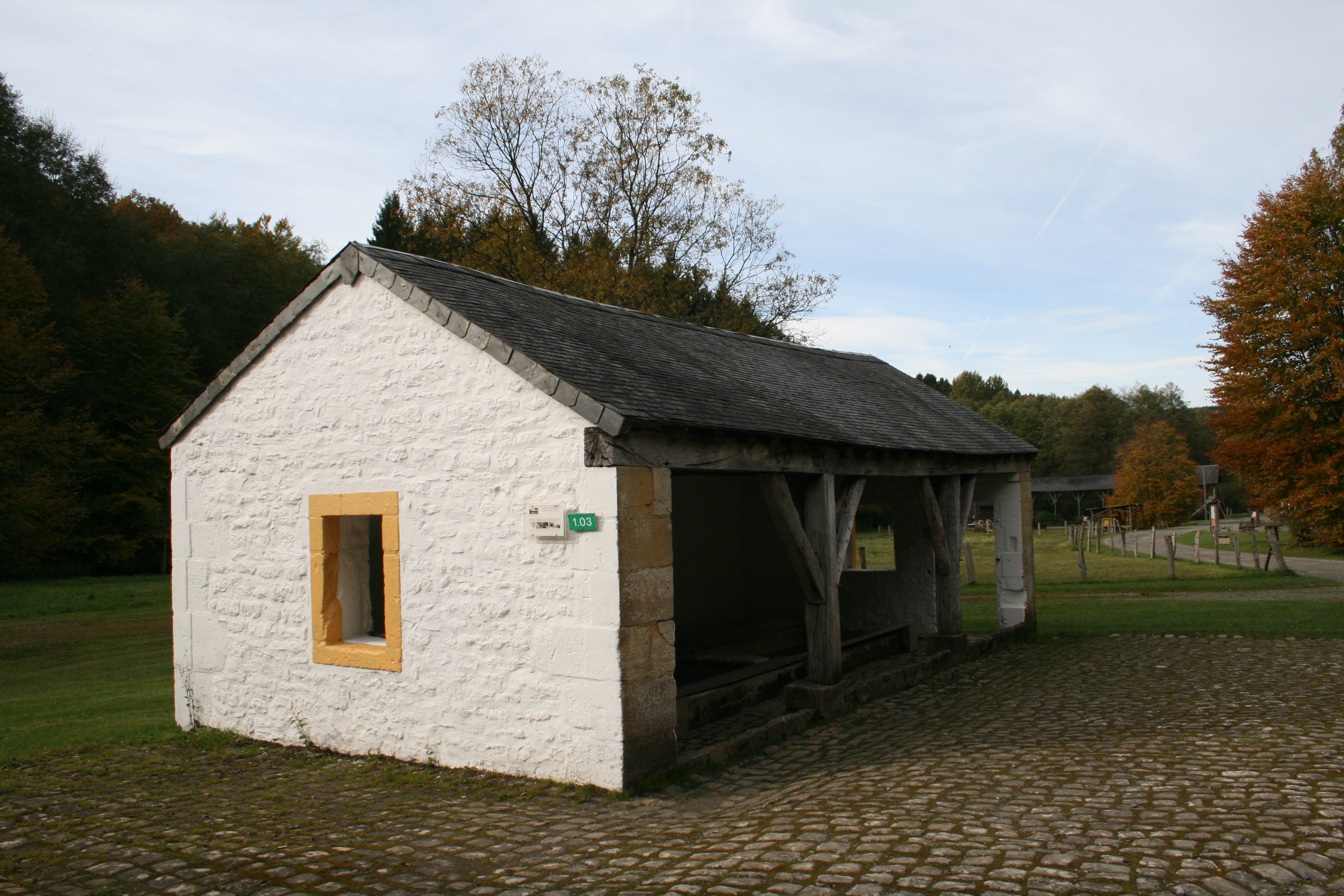
比利時一個十九世紀末的公共洗衣房

洗衣，又稱洗濯，即清洗衣服或其他紡織品，古中國稱浣、浣衣、搗衣。最常見的是用水洗衣，也有加入洗衣粉等清潔劑加強清潔效能。後來發明另一種洗法，名叫「乾洗」，即是用化學物質清潔衣物上的污漬。洗衣機是用作洗衣的機器。
洗衣工作傳統上是高度性別化的，在大多數文化中，洗衣工作的責任落在女性（以前稱為洗衣女工或洗衣女工）身上。工業革命逐漸帶來了洗衣工作的機械化解決方案，特別是洗衣機和後來的滾筒烘乾機。洗衣，就像做飯和照顧孩子一樣，仍然是在家裡和戶外的商業機構進行的。
洗衣有四千年洗衣歷史：草木灰是最早「洗衣粉」。